# Tristan Nancarrow
Tristan Nancarrow ist ein ehemaliger australischer Squashspieler.

## Karriere
Tristan Nancarrow war zwischen 1986 und 1994 als Squashspieler aktiv und erreichte im Januar 1993 mit Rang fünf seine höchste Platzierung in der Weltrangliste.
Mit der australischen Nationalmannschaft nahm er 1993 an der Weltmeisterschaft teil. Die Mannschaft erreichte das Finale gegen Pakistan, Nancarrow kam dabei jedoch nicht zum Einsatz. Australien verlor die Partie mit 0:3. Von 1986 bis 1993 stand er siebenmal im Hauptfeld der Einzelweltmeisterschaft. 1990 erreichte er mit dem Halbfinale sein bestes Abschneiden. Dort schied er gegen Chris Dittmar in drei Sätzen aus. 1993 qualifizierte er sich das einzige Mal für die PSA Super Series Finals. In der ersten Runde unterlag er Jansher Khan ohne Satzgewinn. 1984 gewann er die Australian Open.
Nancarrow fiel mehrere Male durch sein temperamentvolles Verhalten auf. Am 1. April 1993 wurde er für vier Monate, beginnend am 9. April 1993, von der PSA Tour aufgrund mehrerer Disziplinvergehen gesperrt.
Sein Stiefvater Cam Nancarrow war ebenfalls Squashspieler und gewann mit der australischen Nationalmannschaft viermal den Weltmeistertitel.

## Erfolge
- Vizeweltmeister mit der Mannschaft: 1993